# Katoucha Patra
Katoucha Patra (18 maart 1996) is een Nederlands voetbalster met de Surinaamse voetbalnationaliteit. Ze speelt in de Nederlandse Topklasse en komt uit voor het Surinaams voetbalelftal.

## Carrière
Toen ze rond de twaalf jaar oud was begon ze met voetballen. Haar moeder gaf niet meteen toestemming, omdat ze het een jongenssport vond, maar stemde uiteindelijk toch toe toen ze zag hoeveel talent ze had. Ze sloot zich aan bij SV Kadoelen en stapte daarna over naar Zuidoost United, SV Fortuna Wormerveer, SC Buitenveldert en sinds circa 2019 SV Saestum. Met SV Saestum werd ze in 2022, drie wedstrijden voor het seizoenseinde, kampioen van de Topklasse, het hoogste niveau in het Nederlandse vrouwenvoetbal. Van de 22 wedstrijden werden er 21 gewonnen en één gelijkgespeeld. In 2023 trad ze aam bij Warburgia, die eveneens in de Topklasse speelt. Ondertussen begon ze in 2020 met haar rechtenstudie.
Haar beide ouders komen uit Suriname. Ze had haar cv al eens opgestuurd naar de voetbalmakelaar Brian Tevreden, die spelers selecteerde voor het Surinaams vrouwenvoetbalelftal. Hij belde haar uiteindelijk in 2022 om voor Suriname te spelen tijdens de kwalificatiewedstrijden voor het Wereldkampioenschap voetbal vrouwen van 2023. Ze trad aan in de wedstrijden tegen Puerto Rico, die met 2-0 werd verloren, en tegen Antigua en Barbuda, die met 5-1 werd gewonnen. In september 2023 scoorde ze in de uitwedstrijd tegen Dominica in een wedstrijd die Suriname met 4-0 won.